# Strada provinciale 359 Roddino - Lopiano
La strada provinciale Roddino-Lopiano (SP 359) è una strada provinciale italiana il cui percorso si snoda nella zona delle Langhe interamente nel territorio del comune Roddino.

## Percorso
Inizia con una diramazione dalla SP 57 al confine del centro abitato del comune di Roddino, attraversa la frazione di Lopiano e scende con una pendenza in alcuni tratti piuttosto elevata verso la valletta del torrente Riavolo, fino a congiungersi con la SP 56, che conduce verso sud a Dogliani e verso nord a Cissone.